# Max Walker (cyclisme)
Pour l'acteur québécois, voir Max Walker. Pour les homonymes, voir Walker.
Max Walker, né le 12 juillet 2001 à Douglas, est un coureur cycliste britannique. 

## Biographie
Max Walker est originaire de Douglas, la capitale de l'île de Man. Il pratique le cyclisme depuis l'âge de huit ans. Dans les catégories de jeunes, il évolue au sein de diverses équipes locales. Il devient notamment vice-champion de Grande-Bretagne sur route juniors en 2019. La même année, il se fait remarquer au niveau international en terminant deuxième de la Guido Reybrouck Classic et du Sint-Martinusprijs Kontich. 
En 2020, il intègre la structure Trinity Racing, qui forme de jeunes coureurs britanniques. Décrit comme un coureur relativement complet, il se classe deuxième de la première étape de la Ronde de l'Isard et huitième du Tour de la Mirabelle en 2021. En 2022, il finit cinquième du contre-la-montre du Triptyque des Monts et Châteaux et de la Rutland-Melton Cicle Classic, ou encore septième du prologue du Tour du Portugal. Il conclut aussi la Ronde de l'Isard à la cinquième place du classement général. 
Lors de la saison 2023, il montre de nouveau ses aptitudes de rouleur en terminant deuxième du championnat de Grande-Bretagne du contre-la-montre espoirs. Il est par ailleurs sixième et meilleur jeune du Tour de l'Alentejo, septième de l'épreuve chronométrée du Gran Camiño, huitième du Giro del Belvedere et douzième de Liège-Bastogne-Liège espoirs. Au mois de  septembre, il fait partie des cyclistes sélectionnés en équipe de Grande-Bretagne pour participer aux championnats du monde. Dans sa catégorie, il prend la neuvième place de la course en ligne espoirs. 
En 2024, il devait initialement courir pour la formation continentale Saint Piran. Il quitte toutefois son effectif dès le mois de février après une offre d'Astana Qazaqstan, qui l'intègre dans son équipe réserve,. Au mois de mai, il s'impose sur deux étapes du Tour du Japon. Aux championnats nationaux en juin, il monte sur le podium à la fois sur le contre-la-montre (deuxième) et la course en ligne (troisième). Il gagne ensuite le contre-la-montre du Sibiu Cycling Tour. 
Grâce à ses performances, il rejoint en 2025 le World Tour EF Education-EasyPost,. 

## Palmarès et résultats

### Par année
- 2018
  - 2e étape de l'Isle of Man Junior Tour
- 2019
  - 3e étape de l'Acht van Bladel
  - 2e de la Guido Reybrouck Classic
  - 2e du Sint-Martinusprijs Kontich
  - 2e du championnat de Grande-Bretagne sur route juniors
  - 3e de l'Isle of Man Junior Tour
- 2023
  - 2e du championnat de Grande-Bretagne du contre-la-montre espoirs
  - 3e du Beaumont Trophy
- 2024
  - 1re (contre-la-montre) et 7e étapes du Tour du Japon
  - 2e étape (b) du Sibiu Cycling Tour (contre-la-montre)
  - 2e du ZLM Tour
  - 2e du championnat de Grande-Bretagne du contre-la-montre
  - 3e du championnat de Grande-Bretagne sur route
- 2025
  - 2e du James Berry Tour of The Middle

### Classements mondiaux
| Année                                 | 2021  | 2022  | 2023 | 2024 |
| ------------------------------------- | ----- | ----- | ---- | ---- |
| Classement mondial                    | 2040e | 1970e | 896e | 386e |
| UCI Europe Tour                       | 1386e | 1262e | nc   | nc   |
|                                       |       |       |      |      |
| Légende : nc = non classéSource : UCI |       |       |      |      |